# Anneau vert de Vitoria

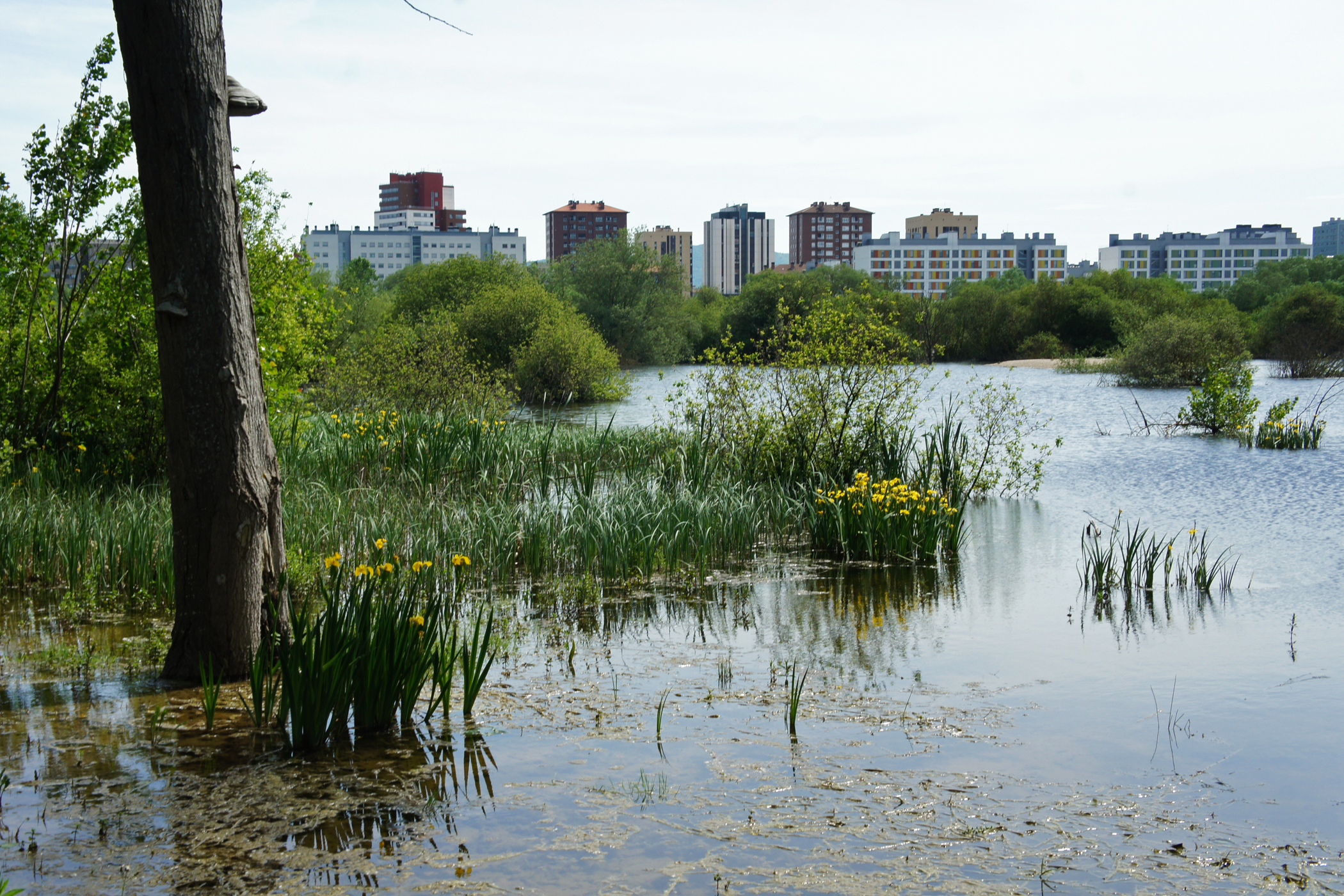
Salburua

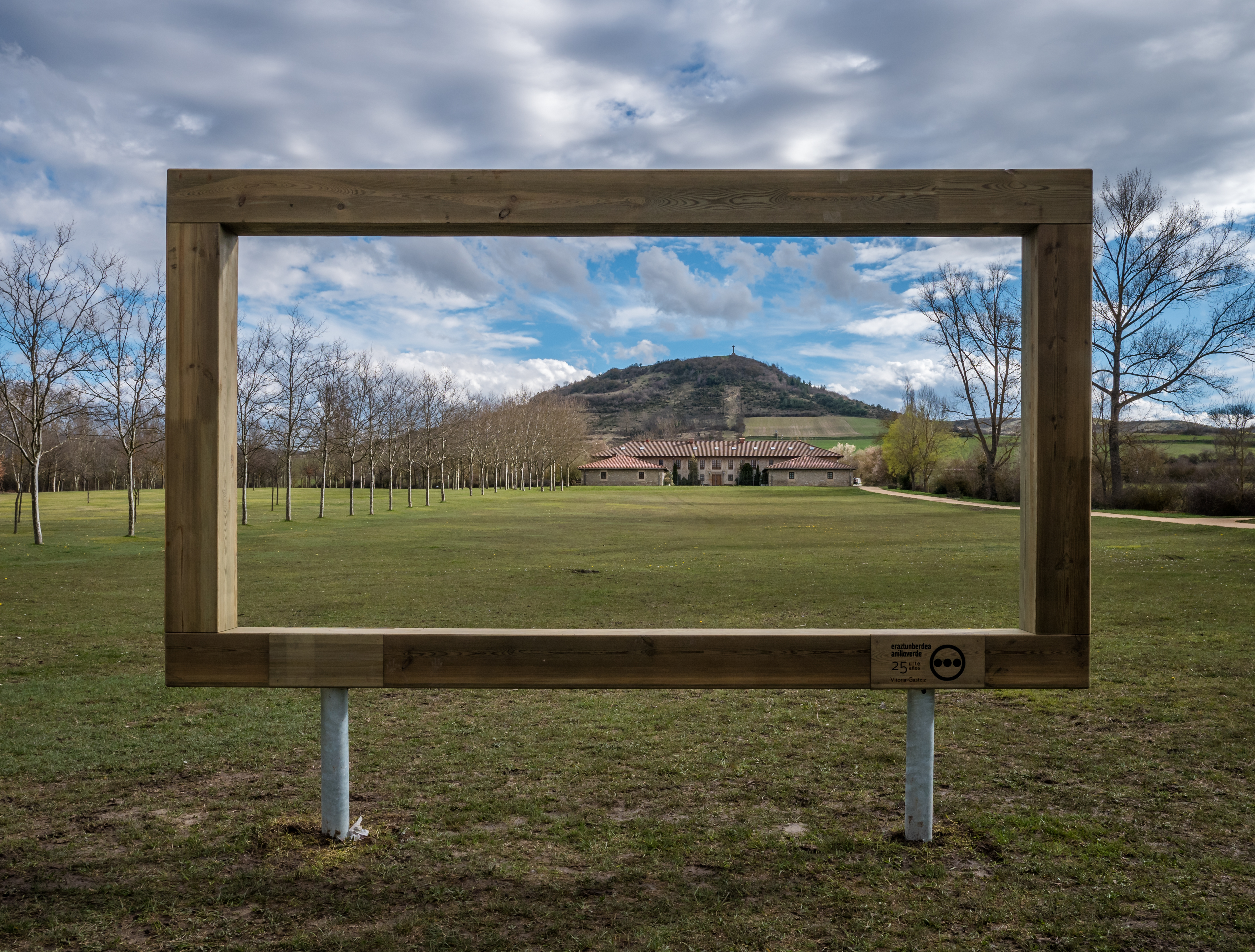
Installation artistique à Olarizu pour le 25ème anniversaire de l'anneau vert de Vitoria. Mars 2018.

L'anneau vert de Vitoria est une série de parcs reliés entre eux par des corridors verts, dans la périphérie de Vitoria-Gasteiz, capitale de la province d'Alava et de la Communauté autonome du Pays basque en Espagne. 
C'est le résultat d'un projet commencé dans les années 1990, récompensé par l'ONU comme l'une des 100 meilleures améliorations pour les conditions de vie dans les villes. Au début du XXIe siècle, il comporte 5 parcs : Armentia, Olarizu, Salburua, Zabalgana et Zadorra.

## Parcs actuels
- Armentia[2] :

C'est une vaste forêt naturelle, située entre le centre-ville et la principale hauteur de Vitoria.
- Olarizu[3] :

Ce parc est formé de champs transformés en pâtures. Il a été créé en 1984.
- Salburua[4] :

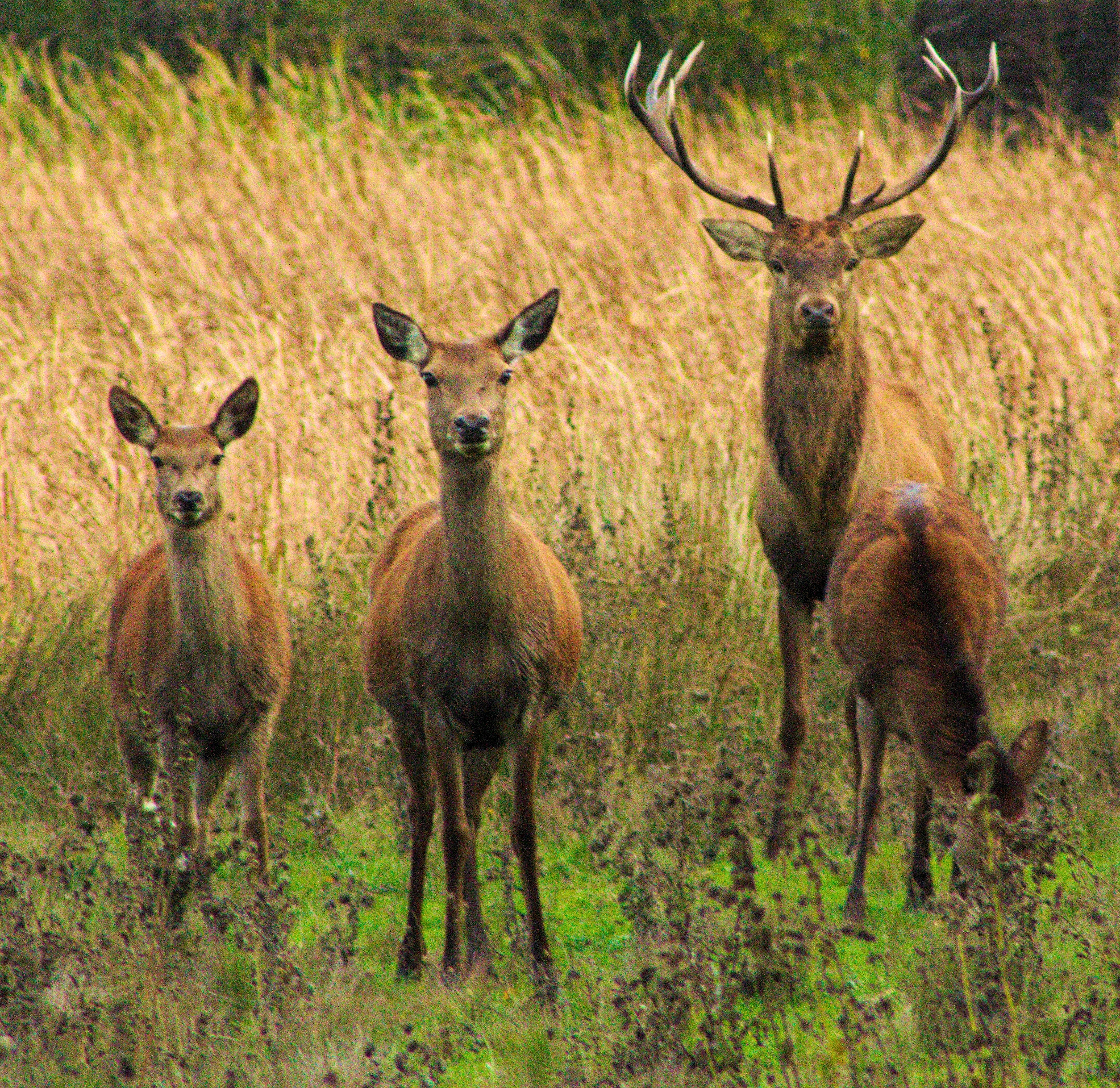
Cerfs vus à Salburua.

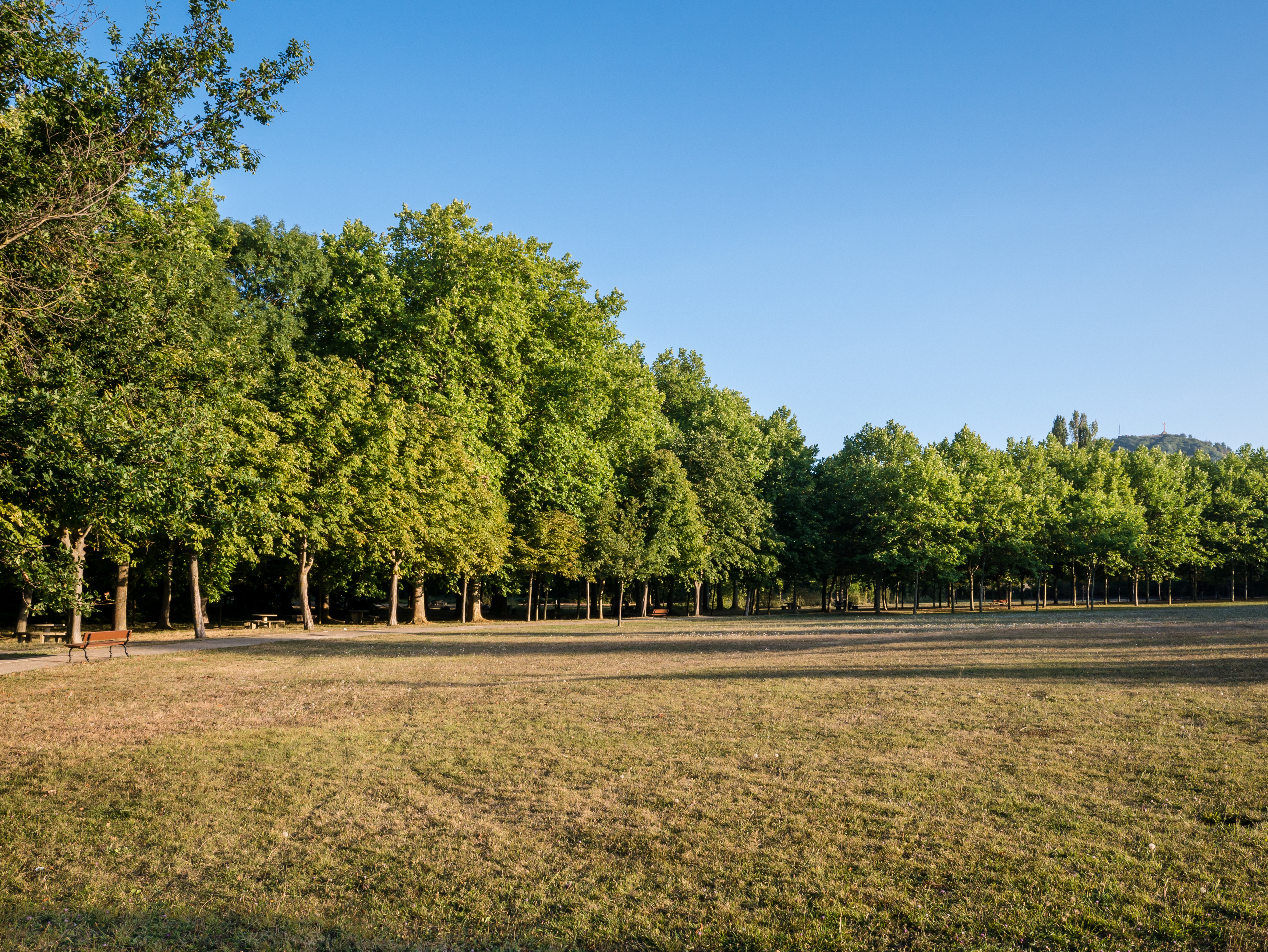
Champs d'Olarizu.

Salburua est une zone humide, accompagnée de champs et de chênes. Asséchée il y a des siècles pour en faire des champs, la zone a été rétablie comme zone humide en 1994, et dispose de deux postes d'observation pour les oiseaux.
- Zabalgana[5] :

Ce parc est le résultat de travaux de réhabilitation d'une ancienne carrière. Il y a actuellement des prairies, quelques arbres et des collines. 
- Zadorra[6] :

La rivière Zadorra marque la limite de l'expansion de la ville, et permet des marches de 13 km de long.